# Bahnhof Krøderen
Der Bahnhof Krøderen ist ein norwegischer Bahnhof. Er war Endpunkt der Krøderenbane, die von Vikersund im Fylke Buskerud zum See Krøderen führte.

## Geschichte
Der Bahnhof Krøderen wurde mit der Eröffnung der Krøderenbane 1872 in Betrieb genommen. Er liegt am südlichen Ende des Sees Krøderen und diente bis 1925 als Umsteigebahnhof für den Schiffsverkehr auf dem See.
Von Beginn an verfügte der Bahnhof neben dem original vorhandenen Bahnhofsgebäude über einen Güterschuppen und ein Wohnhaus mit vier Wohnungen für die Bahnbediensteten. Später wurde der Bahnhof mit Lokschuppen, Drehscheibe und Wasserturm ausgerüstet.
Der reguläre Verkehr auf der ab etwa 1972 Krøderbane genannten Strecke wurde 1985 eingestellt. Seit 1986 ist der Bahnhof im Besitz der Stiftelsen Krøderbanen (Stiftung Krøderbanen) und Endstation der Museumsbahn.

## Erwähnenswertes
Der Bahnhof wurde 1974 im Film von Bør Børson Jr. als „Bahnhof Olderdalen“ verwendet.